# سید محمدمهدی جعفری
سید محمدمهدی جعفری (زاده ۵ مهر ۱۳۱۸ در شهرستان دشتستان) نویسنده، مترجم، پژوهشگر متون دینی، فعال و زندانی سیاسی دوران پهلوی و استاد بازنشستهٔ دانشگاه شیراز است. 

## زندگی
سید محمدمهدی جعفری در سال ۱۳۱۸ در روستای دهقاید شهرستان دشتستان در خانواده‌ای روحانی چشم به جهان گشود. تحصیلات مقدماتی را تا دیپلم متوسطه ادبی در برازجان گذراند. در سال ۱۳۳۷ وارد دانشکده ادبیات دانشگاه شیراز شد و در سال ۱۳۴۰ به اخذ لیسانس زبان و ادبیات فارسی توفیق یافت. سپس برای ادامه تحصیل به تهران عزیمت کرد و به دانشسرای عالی وارد شد و ضمن تحصیل، به فعالیت‌های سیاسی ـ مذهبی در نهضت آزادی ایران و انجمن اسلامی دانشجویان روی آورد تا این که در سال‌های ۱۳۴۲ و ۱۳۴۳ همراه با سران و اعضای نهضت آزادی ایران در دادگاه‌های بدوی و تجدید نظر نظامی، محاکمه و به چهار سال زندان محکوم شد.

### فعالیت در زندان

دکتر جعفری در کنار سیدمحمود طالقانی؛ زندان قصر، فروردین ۱۳۴۶

در زندان از فرصت پیش آمده استفاده کرد و ضمن آموختن برخی از درسهای ممکن، به نوشتن تقریرات درس تفسیر سیدمحمود طالقانی همت گماشت و سه جلد از تفسیر «پرتوی از قرآن» طالقانی بدین وسیله تنظیم و تدوین شد.
همزمان کتابهای «روش تربیتی اسلام» از محمد قطب و «همکاریهای اجتماعی» از شیخ محمد ابوزهره و چند جلد کتاب دیگر را از عربی به فارسی ترجمه کرد که کتاب نخست در سال ۱۳۴۵ در حالی که در زندان بود به چاپ رسید و کتاب دوم پس از آزادی از زندان در سال ۱۳۴۷ منتشر شد اما چاپ سایر کتاب‌ها به سبب آن که از سوی دیگر پژوهشگران نیز ترجمه و انتشار یافته بود، پیگیری نشد. جعفری پس از آزادی از زندان در سال ۱۳۴۶، مجدداً به کار ترجمه و فعالیت‌های سیاسی مخفی پرداخت؛ ضمن آن که به کار تدریس در «دبیرستان کمال» و کارهای مطبوعاتی در «شرکت سهامی انتشار» نیز مشغول بود. وی همچنین از سال ۱۳۴۷ مدت کوتاهی به همکاری فرهنگی با سازمان مجاهدین خلق پرداخت. موضوع این همکاری، درسهایی از قرآن و بررسی نهج البلاغه در برخی از حوزه‌ها بود؛ همچنین به سبب تسلط وی بر متون جدید عربی، کتابچه‌های چریکی الفتح را برای گروه مذکور ترجمه کرد.

### پژوهش‌های علمی
در سال ۱۳۴۹ به پیشنهاد سیدمحمود طالقانی، کار ترجمه کتاب علی بن ابی‌طالب نوشته عبدالفتاح عبدالمقصود را آغاز کرد. جلد اول این کتاب ـ که به گفتهٔ علامه امینی در جلد سوم الغدیر بهترین اثر دربارهٔ علی بن ابی‌طالب است ـ در سال ۱۳۳۵ به وسیله طالقانی ترجمه شد، اما وی به علت گرفتاری‌های علمی، اجتماعی و سیاسی، از ترجمهٔ جلدهای بعدی بازماند. از آنجا که کتاب خواستاران و علاقه‌مندان بسیاری داشت، سیدمحمود طالقانی به جعفری پیشنهاد می‌کند که از جلد دوم به بعد آن را ترجمه کند؛ لذا وی این کتاب را که در آغاز چهار جلد بود و سپس متن عربی آن به وسیله مؤلف به نه جلد رسید، تا سال ۱۳۵۴ در هشت مجلد ترجمه کرد. این ترجمه، مورد استقبال گستردهٔ دوستداران قرار گرفت و تاکنون بیش از بیست بار به وسیله «شرکت سهامی انتشار» تجدید چاپ شده‌است.
جعفری در سال ۱۳۵۲ به مقطع فوق لیسانس زبان و ادبیات عربی دانشگاه تهران وارد شد و از پایان‌نامه خود تحت عنوان «پژوهشی در اسناد و مدارک نهج البلاغه» به راهنمایی سید جعفر سجادی، دفاع کرد. از آن جا که کار پژوهش در اسناد و مدارک نهج البلاغه، برای نخستین بار، به شیوه‌ای علمی در یک محیط دانشگاهی انجام گرفته بود، استادان وقت دانشگاه، وی را به عنوان عضو هیئت علمی برای تدریس نهج البلاغه در دانشگاه تهران دعوت به همکاری کردند، اما ساواک با صلاحیت وی مخالفت کرد؛ لذا چون همزمان در فرهنگستان زبان ایران به کار ترجمهٔ متون جغرافیایی اشتغال داشت، در همان مؤسسه از سال ۱۳۵۵ به عنوان پژوهشگر استخدام شد.

### دنبالهٔ فعالیت‌های سیاسی
جعفری در سال ۱۳۵۲ به وسیله مأموران ساواک دستگیر و در «کمیته ضد خرابکاری» به زندان افتاد، اما مدتی بعد چون مدرکی علیه او در دست نداشتند، از زندان آزاد شد و دوباره به فعالیت سیاسی مخفی خود ادامه داد.
در سال ۱۳۵۵ مجدداً در نهضت آزادی ایران به فعالیت پرداخت که تا پیروزی انقلاب اسلامی ایران ادامه داشت.

سید محمدمهدی جعفری در نخستین دورهٔ مجلس شورای اسلامی.

پس از انقلاب نیز وی همچنان در نهضت آزادی فعال بود و از آبان ۱۳۵۷ تا شهریور ۱۳۵۸ به عنوان مشاور سیاسی در دفتر سیدمحمود طالقانی به انجام وظیفه مشغول بود و پس از پیروزی انقلاب، بیشتر به مصاحبه‌های تلویزیونی و رادیویی با طالقانی پرداخت.
در سال ۱۳۵۸ از فرهنگستان زبان ایران به عنوان عضو هیئت علمی گروه زبان و ادبیات عربی به دانشگاه تهران منتقل گردید و در همان هنگام به شکل مأمور به خدمت در وزارت فرهنگ و آموزش عالی، منصب معاونت پژوهشی وزیر وقت حسن حبیبی را به عهده گرفت. این مسوولیت، تا خردادماه ۱۳۵۹ و نمایندگی‌اش در مجلس شورای اسلامی ادامه یافت.
در خرداد ۱۳۵۹ به عنوان نماینده دشتستان (برازجان) به نخستین دوره مجلس شورای اسلامی راه یافت و در دوره چهار ساله نمایندگی در مجلس شورای اسلامی، در کمیسیون‌های فرهنگی انجام وظیفه کرد.

### ادامهٔ تحصیل و تدریس
از سال ۱۳۶۲ با بازگشایی دانشگاه‌ها، به تدریس نهج البلاغه، متون عربی، تاریخ اسلام و علوم قرآنی مشغول شد. وی در سال ۱۳۵۵ وارد دوره دکتری «فرهنگ عربی و علوم قرآنی» دانشکده الهیات دانشگاه تهران شد، اما به جهت فعالیت‌های سیاسی دوران انقلاب، انجام وظایف پس از انقلاب و تعطیلی دانشگاه‌ها در نتیجه انقلاب فرهنگی، کار تحصیل وی به تعویق افتاد، تا این که در سال ۱۳۶۷ از پایان‌نامه خود با عنوان «تصحیح خطب نهج البلاغه» به راهنمایی سید محمدباقر حجتی دفاع کرد و به درجه دکتری نائل آمد. استاد جعفری در همان سال به دانشگاه شیراز منتقل شد و در آن جا به تدریس متون عربی و نهج البلاغه پرداخت و برای این که نهج البلاغه به صورت یک درس مستقل دانشگاهی درآید کتاب «آموزش نهج البلاغه» را تألیف کرد.
از سال ۱۳۸۳ که دوره کارشناسی ارشد نهج‌البلاغه در دانشکده علوم حدیث شهر ری تأسیس شد تاکنون، به همکاری در آن دانشکده و تدریس در آن رشته اشتغال دارد.
وی در سال ۱۳۸۵ با رتبهٔ استادی از دانشگاه شیراز بازنشسته شد، ولی همچنان در دانشگاه شیراز و دانشگاه‌های دیگر به تدریس نهج البلاغه ادامه می‌دهد.

## کتاب‌ها

اعضای نهضت آزادی ایران در دادگاه نظامی تهران؛ ردیف جلو نشسته از راست: مهدی بازرگان، سیدمحمود طالقانی و یدالله سحابی؛ نفر پنجم ایستاده از چپ: جعفری

### ترجمه
- همکاری‌های اجتماعی (شیخ محمد ابوزهره). چاپ سوم، انتشارات اسلامی، ۱۳۶۵.
- نهضت بیدارگری در جهان اسلام (چند نویسنده از دائرةالمعارف اسلام متن انگلیسی). شرکت سهامی انتشار، ۱۳۶۲.
- روش تربیتی اسلام (محمد قطب). چاپ پنجم، دانشگاه شیراز، ۱۳۷۵.
- امام علی‌بن‌ابی‌طالب عبدالفتاح عبدالمقصود (۸ جلد). چاپ پانزدهم، شرکت سهامی انتشار، ۱۳۷۹.
- برترین هدف در برترین نهاد یا زندگانی امام حسین (ع) شیخ عبدالله علایلی (۳ جلد). سازمان چاپ و انتشارات وزارت فرهنگ و ارشاد اسلامی، ۱۳۷۹.
- نهج‌البلاغه (سید رضی). انتشارات ذکر، تهران، ۱۳۸۶. (برندهٔ کتاب سال)
- آفرینش‌های ادبی در گفتار نبوی (سید رضی). سازمان چاپ و انتشارات وزارت فرهنگ و ارشاد اسلامی، تهران، ۱۳۹۰.

### تألیف و تحقیق و نگارش
- پژوهشی در اسناد و مدارک نهج‌البلاغه (پایان‌نامهٔ کارشناسی ارشد). انتشارات قلم، ۱۳۵۶.
- آشنایی با نهج‌البلاغه. انتشارات امیرکبیر، ۱۳۶۴.
- سید رضی. طرح نو، چاپ دوم، ۱۳۷۸.
- آموزش نهج‌البلاغه. سازمان چاپ و انتشارات وزارت فرهنگ و ارشاد اسلامی، چاپ سوم، (دو جلد در یک مجلّد)، ۱۳۸۷.
- پرتوی از نهج‌البلاغه (۵ جلد). سازمان چاپ و انتشارات وزارت فرهنگ و ارشاد اسلامی، ۱۳۸۰–۱۳۸۱.
- نهج‌البلاغه شناخت. مؤسسه اهل قلم، ۱۳۸۱. (چاپ سوم ۱۳۸۴).
- همای رحمت (زندگانی امیرالمؤمنین از نهج‌البلاغه)، مؤسسهٔ اهل قلم، ۱۳۸۱.
- بار دیگر شریعتی (برشی از خاطرات). نشر نگاه امروز، چاپ دوم، ۱۳۸۱.
- سازمان مجاهدین خلق از درون (برشی از خاطرات). نشر نگاه امروز، ۱۳۸۳.
- آفرینش‌های هنری در گفتار نبوی. مؤسسة اهل قلم، ۱۳۸۵.
- همگام با آزادی خاطرات شفاهی (۲جلد). مصاحبه و تدوین: سید قاسم یاحسینی، صحیفه خرد، قم، ۱۳۸۹.
- آیت الله طالقانی و تفسیر پرتوی از قرآن. خانه کتاب، تهران، ۱۳۸۹.
- احیاگر بلاغت علوی (مروری بر زندگی و آثار سید رضی). همشهری، تهران، ۱۳۸۹.

### تصحیح
- شرح نهج‌البلاغه میرزا محمد باقر نوّاب لاهیجانی (با همکاری محمد یوسف نیری). نشر میراث مکتوب، تهران، ۱۳۷۹.
- پرتوی از قرآن. سیدمحمود طالقانی، ویراستاری، تنظیم و انتشار جلدهای سوم تا ششم.
- نسخهٔ خطی نهج‌البلاغه کتابت شده در سال ۴۸۳ هـ. ق (با همکاری محمد برکت). نشر میراث مکتوب، تهران، ۱۳۸۹.

وی همچنین سرویراستار و رئیس کمیتهٔ علمی نشر مجموعهٔ آثار آیت‌الله سید محمود طالقانی است؛ تاکنون جلد نخست آن مجموعه با عنوان «درس‌های قرآنی» و جلد هشتم با نام «مباحث اقتصادی» منتشر شده و مجلدات دوم تا هفتم نیز به نسخهٔ ویراسته و بازبینی شدهٔ «تفسیر پرتوی از قرآن» اختصاص دارد.

### مقالات
متن کامل تعدادی از مقالات جعفری را در پایگاه «مجلات تخصصی نور» می‌توان دید.

## برخی از جوایز و افتخارات
- لوح تقدیر استاد برجسته از دانشگاه شیراز.
- لوح تقدیر پژوهشگر نمونه از ادارهٔ کل ارشاد فارس.
- برندهٔ جایزه دومین دورهٔ کتاب سال ولایت (پرتوی از نهج البلاغه). قم، آبان ۱۳۷۹.[۲]
- مدال تقدیر از رئیس‌جمهوری الجزایر در مراسم پنجاهمین سال انقلاب الجزایر، نوامبر ۲۰۰۴.
- برندهٔ جایزه بیست و ششمین دورهٔ کتاب سال جمهوری اسلامی ایران (برای ترجمهٔ نهج البلاغه). تهران، زمستان ۱۳۸۷.[۳]
- برندهٔ جایزه هجدهمین دوره کتاب فصل (آفرینش‌های ادبی در گفتار نبوی). تهران، زمستان ۱۳۹۰.[۴]
- برگزیدهٔ مراسم «تکریم خادمان نهج‌البلاغه»، نمایشگاه بین‌المللی قرآن کریم، تهران، تابستان ۱۳۹۱.[۵]

## سوابق رسمی خدمات اجرایی و عضویت در کمیته‌ها
- عضو آکادمی علوم اسلامی کلن آلمان.
- عضو مرکز پژوهش‌های اسلامی دانشگاه شیراز.
- معاونت پژوهشی وزارت فرهنگ و آموزش عالی از ۱۳۵۸ تا ۱۳۵۹.
- نماینده شهرستان دشتستان در مجلس شورای اسلامی از ۱۳۵۹ تا ۱۳۶۳
- رئیس کتابخانهٔ مرکزی دانشگاه تهران از ۱۳۶۳ تا ۱۳۶۵.
- رئیس کتابخانهٔ میرزای شیرازی دانشگاه شیراز از ۱۳۷۳ تا ۱۳۷۷.
- عضو کمیتهٔ تخصصی هیئت ممیزهٔ دانشگاه شیراز.
- عضو کمیتهٔ مشورتی ریاست دانشگاه شیراز.
- عضو هیئت تحریریه مجله علوم اجتماعی و انسانی دانشگاه شیراز.
- عضو هیئت تحریریه مجله اللغة العربیة و آدابها.
- عضو هیئت تحریریه فصلنامه نهج‌البلاغه (النهج).
- عضو هیئت تحریریه مجله اندیشهٔ دینی دانشگاه شیراز.
- عضو هیئت تحریریه مجله کتابداری دانشگاه تهران.
- عضو هیئت تحریریه مجله پژوهش‌های اسلامی دانشکدهٔ ادبیات و علوم انسانی دانشگاه شهید باهنر کرمان.
- عضو هیئت تحریریه مجله بوستان ادب بخش زبان و ادبیات فارسی دانشگاه شیراز.
- عضو هیئت تحریریه مجله حدیث پژوهی دانشگاه کاشان.
- عضو هیئت تحریریه مجله پژوهشنامه تفسیر و زبان قرآن.

## تصاویر

جعفری جوان‌ترین عضو زندانی نهضت آزادی ایران در دادگاه نظامی تهران
از راست: عزت‌الله سحابی، ابوالفضل حکیمی و جعفری؛ زندان قصر، زمستان ۱۳۴۵
نفر چهارم نشسته از چپ: جعفری همراه با سید محمد خاتمی و سید محمود دعایی
جعفری در کنار آیت الله حسینعلی منتظری